# De Drie Koornbloemen
De Drie Koornbloemen uit 1770 is de oudste nog bestaande molen in Schiedam en is eigendom van 18 branders. Het is de enige molen met een aan de molen verbonden molenaarshuis (vermoedelijk uit 1832).
In het begin van de 19e eeuw werd de molen gebruikt voor het zagen van mahoniehout en enkele jaren later als een pelmolen voor rijst. Toen in 1857 de maalbelasting werd opgeheven, besloot eigenaar Kouwenhoven om opnieuw voor de bakkers te gaan malen. Latere generaties Kouwenhoven begonnen met het malen van erwten, maïs en bonen voor de verwerking tot veevoeder. In 1938 kocht J. R. Sjoer de molen en knapte deze op om voor zijn steen- en tegelbedrijf (met een kogelmolen, een trommel met daarin stalen ballen die de stenen verpulveren) stenen tot gruis te vermalen. In de jaren ’50 was er opnieuw een veevoeder- en graanbedrijf in de molen gevestigd.
In 1976 kocht de gemeente Schiedam de molen en later werden molen en molenaarshuis geheel gerestaureerd. Om de molen voor de toekomst te bewaren wordt in 2007 de houten inrichting gerepareerd en herbouwd. Stichting De Schiedamse Molens is van plan om het vroegere pelwerk weer in de molen aan te brengen.

## Zie ook

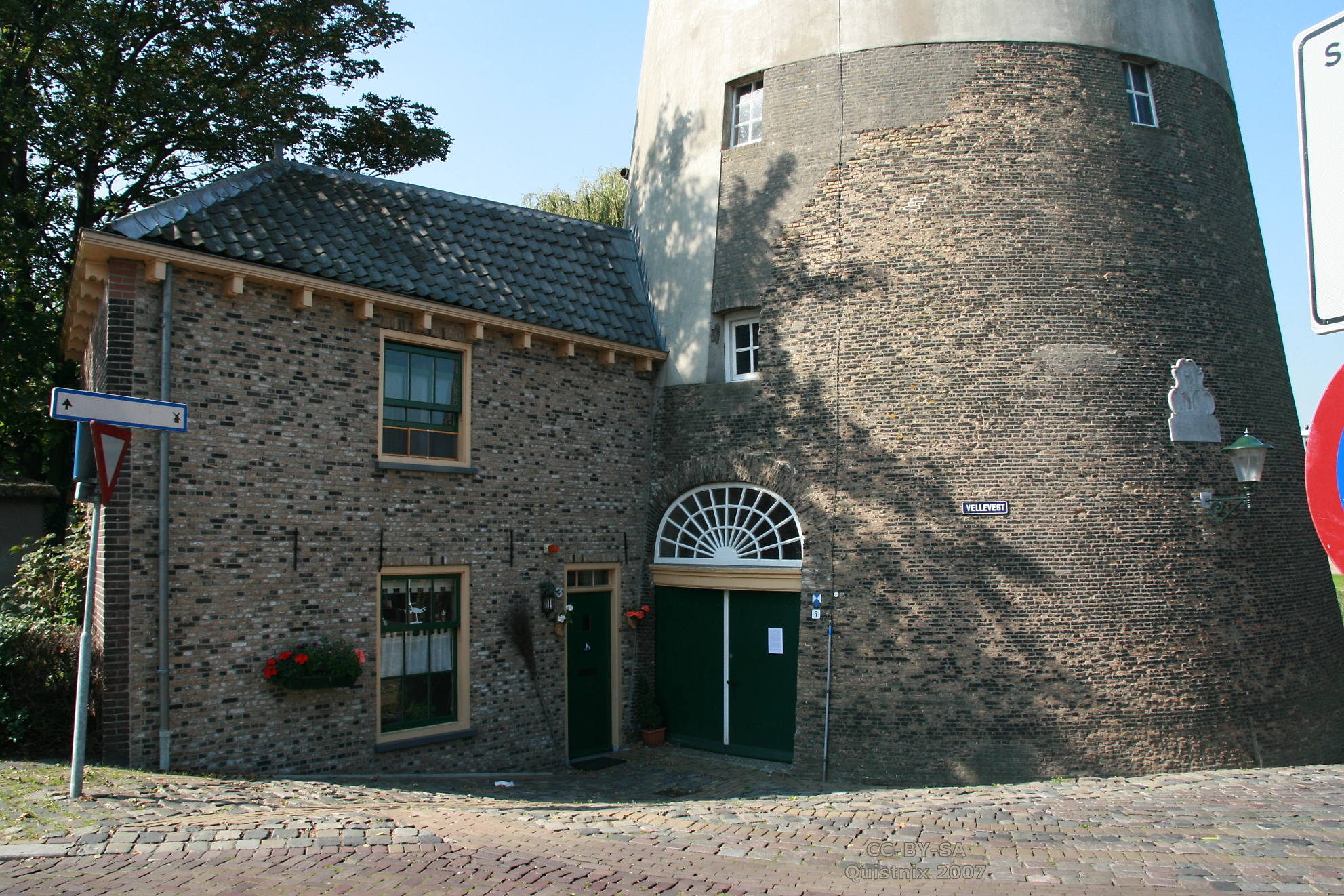
De molen met molenaarswoning